# Joseph Salvador Marino

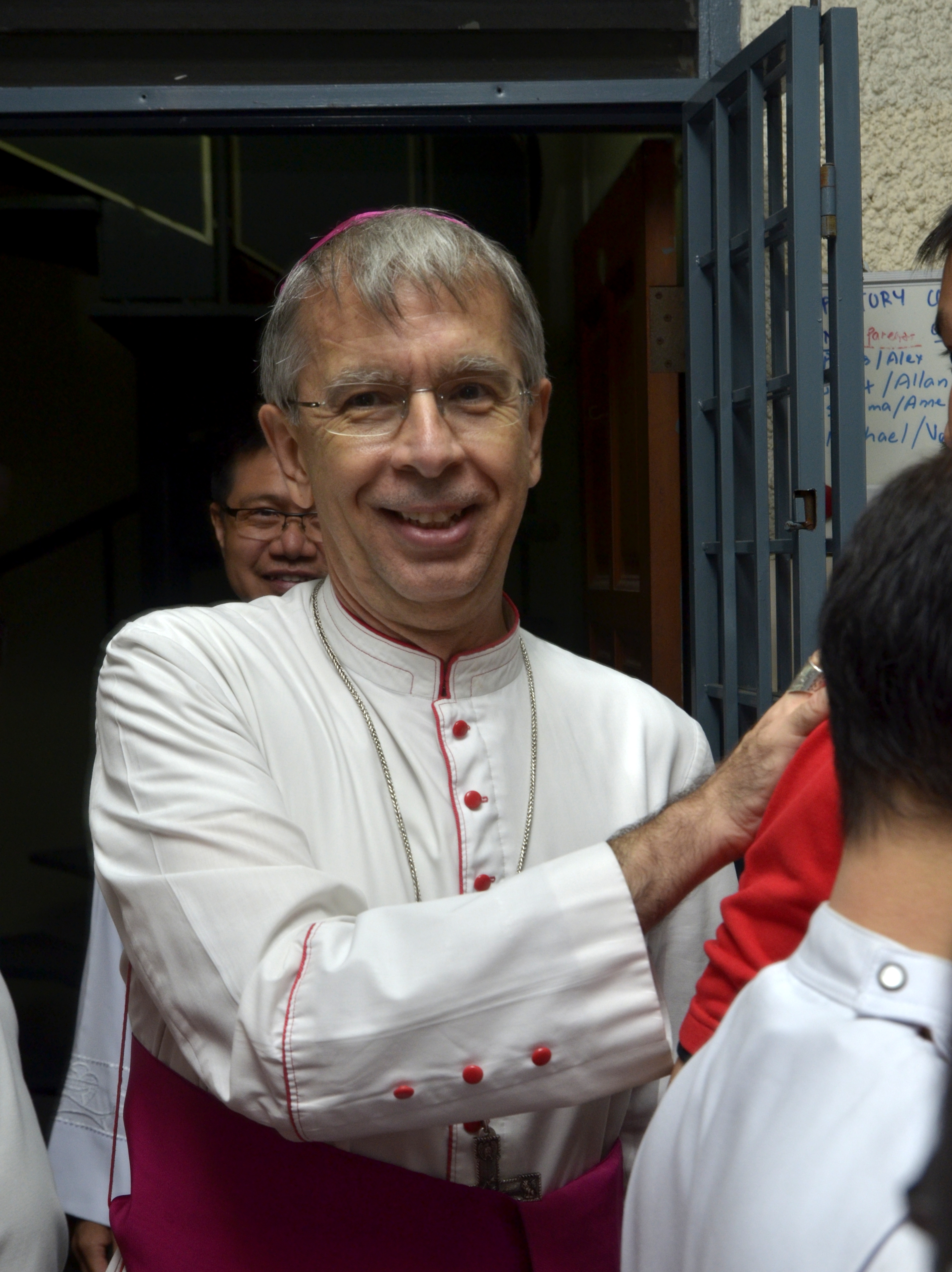
Joseph Salvador Marino

Joseph Salvador Marino (* 23. Januar 1953 in Birmingham, Alabama, USA) ist ein US-amerikanischer Geistlicher, römisch-katholischer Erzbischof und ehemaliger Präsident der Päpstlichen Diplomatenakademie.

## Leben
Joseph Salvador Marino empfing am 25. August 1979 durch den Weihbischof in Jackson, William Russell Houck, das Sakrament der Priesterweihe für das Bistum Birmingham.
Am 12. Januar 2008 ernannte ihn Papst Benedikt XVI. zum Titularerzbischof von Natchitoches und bestellte ihn zum Apostolischen Nuntius in Bangladesch. Die Bischofsweihe spendete ihm am 29. März desselben Jahres der Präsident des Päpstlichen Rates für den Interreligiösen Dialog, Jean-Louis Kardinal Tauran; Mitkonsekratoren waren der Apostolische Nuntius bei den Vereinten Nationen, Erzbischof Celestino Migliore, und der emeritierte Bischof von Jackson, William Russell Houck.
Am 16. Januar 2013 wurde er von Benedikt XVI. zum Apostolischen Nuntius in Brunei, Malaysia und Osttimor sowie zum Apostolischen Delegaten in Brunei ernannt. Die Akkreditierung in Osttimor fand am 3. Juni 2013 statt.
Papst Franziskus berief ihn am 11. Oktober 2019 zum Präsidenten der Päpstlichen Diplomatenakademie und am 17. November 2020 zum Mitglied der Kongregation für die Evangelisierung der Völker.
Am 23. Januar 2023 nahm Papst Franziskus das von Joseph Salvador Marino vorgebrachte Rücktrittsgesuch an.